# Arco do triunfo de Orange
O arco do triunfo de Orange (em francês, Arc de triomphe d'Orange) é um arco do triunfo situado na cidade de Orange, sudeste da França. Fica a 600 metros ao norte do centro da cidade, na Route nationale 7.

## História
Ainda que a data de construção seja controversa, as pesquisas atuais favorecem uma data durante o reinado de Augusto. Foi construído na antiga via Agripa para honrar os veteranos das guerras das Gálias e a Legio II Augusta. Foi posteriormente reconstruído pelo imperador Tibério para celebrar as vitórias de Germânico sobre as tribos germanas na Renânia. O arco contém uma inscrição dedicada ao imperador Tibério em 27 a.C. Conclui-se, pois, que foi construído no século I, durante a Pax Romana, entre 10 e 26—27 d.C, em honra de César Augusto.
O arco foi usado como um castelo durante a Idade Média para guardar os pontos de entrada meridionais da cidade. O arquiteto Augustin Caristie estudou o arco e efetuou restaurações do mesmo na década de 1850.

## Descrição
O arco foi a princípio construído usando grandes blocos caliços sem argamassa. Tem três arcos, sendo o central maior que os laterais. Toda a estrutura mede 19,57 metros de longo por 8,40 metros de largo, alçando-se até uma altura de 19,21 metros. Cada fachada tem duas colunas coríntias encostadas. Dos arcos com este design que chegaram até a modernidade, este é o mais antigo. O mesmo design foi usado posteriormente para o Arco de Septímio Severo e o Arco de Constantino.
Está decorado com vários relevos de temas militares, incluindo batalhas navais, despojos de guerra e romanos combatendo os germanos e os gauleses. No relevo de uma batalha na frente norte pode ser visto um soldado de infantaria romano levando o escudo da Legio II Augusta.

## Proteção
O Arco triunfal de Orange foi declarado Monumento histórico da França em 1840 e Patrimônio da Humanidade em 1981.